# Joseph Philippović von Philippsberg
Joseph Philippović Freiherr von Philippsberg (ur. 28 kwietnia 1819 w Gospić, zm. 13 stycznia 1920 w Pradze) – oficer Armii Austro-Węgier w stopniu feldzeugmeistra, generał głównodowodzący 8. Korpusem w Pradze i 2. Korpusem w Wiedniu.

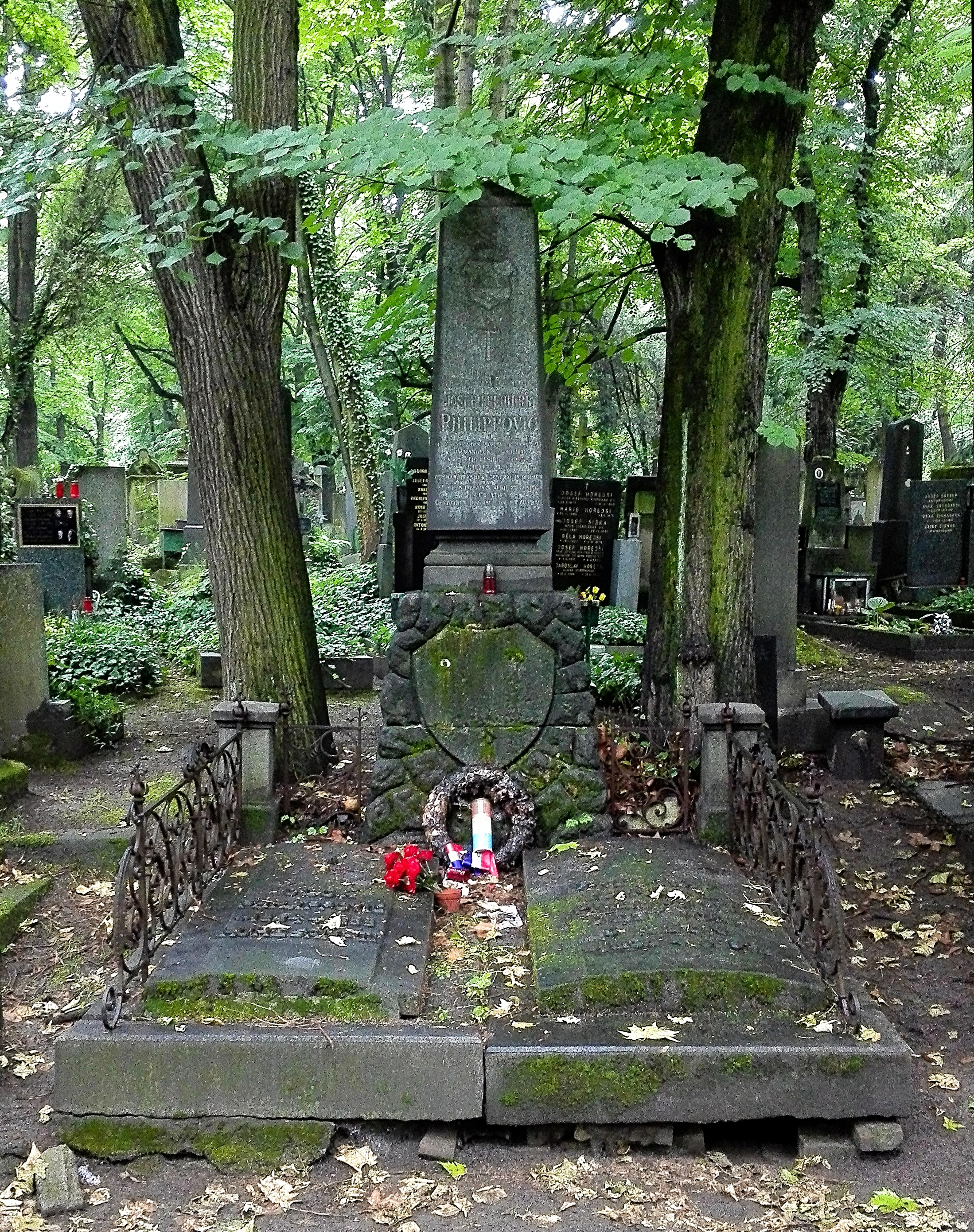
Grób Josepha Philippovicia von Philippsberga na cmentarzu w Pradze.

## Życiorys
W 1834 roku rozpoczął służbę w Armii Cesarstwa Austriackiego w 1. Pułku Granicznym. Dwa lata później został wysłany na szkolenie w Szkole Korpusu Pionierów w Tulln, które ukończył w 1839 roku i otrzymał stopień podporucznika (niem. Leutnant). Następnie został przydzielony do Wojskowego Instytutu Geograficznego w Wiedniu. W 1843 roku, po awansie na porucznika (niem. Oberleutnant), trafił do Sztabu Generalnego Kwatermistrza, gdzie zajmował się opracowaniami kartograficznymi. W trakcie wiosny ludów, już w stopniu kapitana (niem. Hauptmann), służył w sztabie 1. Korpusu, którym dowodził gen. Josip Jelačić. Pod jego rozkazami uczestniczył w tłumieniu powstania węgierskiego. W trakcie tej kampanii otrzymał awans na majora oraz został odznaczony Krzyżem Zasługi Wojskowej. W latach 1851–1852 był adiutantem bana Jelačicia w stopniu podpułkownika (niem. Oberstleutnant). W 1853 roku został dowódcą 5. Pułkiem Piechoty Granicznej w Varaždin wraz z awansem na pułkownika (niem. Oberst). Stanowisko to pełnił do wybuchu wojny prusko-francuskiej w 1859 roku. Został wówczas generałem majorem (niem. Generalmajor), dowodzącym brygadą kawalerii w dywizji FZM Ludwiga von Benedeka. Dzięki jego inicjatywie w bitwie pod Sollferino udało się autsriakom unikąć większych strat, za co został odznaczony Orderem Korony Żelaznej II klasy. W kolejnych latach pełnił funkcję oficjalnego reprezentanta cesarza Franciszka Józefa na Serbskich Kongresach Narodowych w Karłowicach. Po wybuchu wojny prusko-austriackiej został adiutantem FZM Karla von Thun und Hohenstein. Na tym stanowisku uczestniczył w bitwie pod Sadową i dowodził osłoną przeprawy nad Dunajem, co uniemożliwiło Prusakom zdobycie Bratysławy. Po zakończeniu konfliktu i awansie na marszałka polnego porucznika (niem. Feldmarschalleutnant) dowodził kolejno 1. Dywizją Piechoty w Wiedniu, 8. Dywizją Piechoty w Innsbrucku, ostatecznie obejmując stanowisko dowódcy obrony narodowej w Tyrolu. W 1874 roku objął tymczasowo stanowisko dowódcy 6. Korpusu w Koszycach, by w tym samym roku, w stopniu generała artylerii (niem. Feldzeugmeister) zostać generałem głównodowodzącym w Brnie. Jeszcze w tym samym roku mianowano go dowódcą 8. Korpusu w Pradze.
W 1878 roku Austro-Węgry rozpoczęły okupację Bośni i Hercegowiny, a na czele oddziałów okupacyjnych stanął FZM Joseph Philippovich von Philippsberg. Po załamaniu się obrony Osmanów i zajęciu Sarajewa cesarz mianował go dowódcą 2. Armii oraz gubernatorem zajętej prowincji. Odznaczył go również Krzyżem Wielkim Orderu Leopolda oraz Komandorią Orderu Marii Teresy. W 1879 roku ponownie został dowódcą 8. Korpusu, aby dwa lata później objąć dowództwo nad 2. Korpusem w Wiedniu. Po niespełna roku złożył prośbę o przeniesienie z powrotem na odpowiadające stanowisko w Pradze, które pełnił do swojej śmierci w 1889 roku. Od 1867 roku był szefem 35. Pułk Piechoty.

## Odznaczenia
Odznaczenia Joseph Philippovicia to między innymi:
- Krzyż Wielki Orderu Leopolda z dekoracją wojenną
- Komandor Orderu Marii Teresy
- Kawaler Orderu Korony Żelaznej II klasy z dekoracją wojenną
- Kawaler Orderu Świętego Stefana
- Krzyż Zasługi Wojskowej
- Krzyż Wielki Orderu Orła Czerwonego (Prusy)
- Cesarski i Królewski Order Orła Białego (Imperium Rosyjskie)
- Wielka Wstęga Orderu Leopolda (Belgia)
- Krzyż Wielki Orderu Legii Honorowej (Francja)
- Krzyż Wielki Orderu Gwiazdy Rumunii (Rumunia)
- Kawaler Orderu Świętych Maurycego i Łazarza (Włochy)